# Superkar
Superkar (in cinese 猎车兽魂), è una serie di giocattoli ed una serie televisiva animata prodotta da Sunboy. 
Junior Distribution detiene i diritti di trasmissione e merchandising  per il mercato europeo.
In Italia la distribuzione dei giocattoli è gestita da Giochi Preziosi e Junior Distribution. I prodotti commercializzati hanno un innovativo sistema di trasformazione coperto da brevetto e registrazioni.
La trasmissione italiana è avvenuta dal 27 febbraio al 6 aprile 2017 sul canale televisivo K2, interrompendosi all'episodio 24.

## Trama
Nicky è un ragazzo di 10 anni appassionato di "Superkar", delle macchinine giocattolo che si svelano essere molto più importanti di quello che sembrano. Esse sono in grado di unirsi e trasformarsi in robot enormi con poteri speciali, e sono anche in grado di parlare.
In seguito alla morte del padre, Nicky si trasferisce da suo fratello maggiore Rick, a Galaxy City, portando con sé Red Dragon, la sua Superkar. Tuttavia, si scopre presto che Rick non ha buone intenzioni.

## Personaggi

### Personaggi principali
Nicky Becks
Doppiato da Mattia Fabiano
Red Dragon
Doppiato da Massimo Lodolo
Ken
Doppiato da Tito Marteddu
Polar
Doppiato da Gianluca Tusco
Stuart
Doppiato da Lorenzo Crisci
Pegasus
Doppiato da Patrizio Prata
Liam
Doppiato da Andrea Di Maggio
Wild Tiger
Doppiato da Ismaela Ariano
Shin
Doppiato da Massimo Triggiani
Phoenix
Doppiato da Mario Cordova
Hida Bertzerk
Doppiata da Elisa Angeli
Noel
Doppiato da Mirko Cannella

### Personaggi secondari
Matthew
Armored Dillo
Doppiato da Luigi Scribani
Rannel
Yuu

### Antagonisti
Sig. Bertzerk
Jeremy
Doppiato da Ludovico Versino
Mega Shark
Rick Becks
Doppiato da Guido Di Naccio
Limas Chameleon
Doppiato da Niccolò Guidi
Mimesis
Violet Catt
Shorty
Rhynobot
Timmy

### Personaggi minori
Sammy
Mastodontaurus
Iceberg
Chiroptera
Flame Unicorn
Storm Unicorn
King Gorilla
Doppiato da Paolo Siervo
Maestra Jodie

## Sigla
La sigla italiana, SUPERKAR, è scritta da G. Bassanelli Bisbal ed è cantata da Ugo De Cesare e si basa sull'originale chiamata Running Fast, utilizzando la base musicale composta da Lu Mintao. 

## Episodi
| N° | Titolo italiano                       | Prima TV Cina | Prima TV Italia  |
| -- | ------------------------------------- | ------------- | ---------------- |
| 1  | Il ragazzo più forte del mondo        | 23 marzo 2016 | 27 febbraio 2017 |
| 2  | Abbiamo tutti gli stessi sentimenti   |               | 28 febbraio 2017 |
| 3  | Equilibrio e vittoria                 |               | 1º marzo 2017    |
| 4  | Il misterioso compagno                |               | 2 marzo 2017     |
| 5  | Un mastodontico avversario            |               | 6 marzo 2017     |
| 6  | Anche un rivale merita rispetto       |               | 7 marzo 2017     |
| 7  | La fiducia                            |               | 8 marzo 2017     |
| 8  | Una minaccia oscura                   |               | 9 marzo 2017     |
| 9  | Il nuovo compagno di classe           |               | 13 marzo 2017    |
| 10 | La vera amicizia                      |               | 14 marzo 2017    |
| 11 | Gioco di squadra                      |               | 15 marzo 2017    |
| 12 | L'ombra del gelo                      |               | 16 marzo 2017    |
| 13 | Il misterioso ladro di Superkar       |               | 20 marzo 2017    |
| 14 | Il seme della discordia               |               | 21 marzo 2017    |
| 15 | Un amico da salvare                   |               | 22 marzo 2017    |
| 16 | Scontro tra fratelli                  |               | 23 marzo 2017    |
| 17 | Incursione nell'arena segreta         |               | 27 marzo 2017    |
| 18 | L'oscuro potere dell'energia          |               | 28 marzo 2017    |
| 19 | L'inspiegabile silenzio di Red Dragon |               | 29 marzo 2017    |
| 20 | La forza dell'amicizia                |               | 30 marzo 2017    |
| 21 | Sempre al primo posto                 |               | 3 aprile 2017    |
| 22 | I robot super intelligenti            |               | 4 aprile 2017    |
| 23 | Fuga per le strade di Galaxy City     |               | 5 aprile 2017    |
| 24 | L'unione fa la forza                  |               | 6 aprile 2017    |